# TheCOMPANY

theCOMPANY er et dansk rockband, der med sin støjende, tunge, møgbeskidte men samtidig klichéfyldte musik har indtaget den danske rockscene med bl.a. singlerne "Times I Know" og "Tonight", som man har kunnet høre på P3 sommeren over.
Efter at have eksisteret som band i kun 5 måneder, fik de en pladekontrakt i januar 2009 med det Københavnske label Tabu Records, der bl.a. har Veto, Suspekt og The Floor Is Made Of Lava på samvittigheden. Kort tid efter havde bandets tre medlemmer hevet teltpløkkerne op fra Randers' mørke gader og etableret sig midt i København for nu at have en hverdag i studiet sammen med sværvægteren Rune Rask (L.O.C., Suspekt med flere) bag mixerpulten – godt på vej mod et debutalbum, som udgives den 28. september.
| Musikgruppe | Spire Denne artikel om en dansk musikgruppe er en spire som bør udbygges. Du er velkommen til at hjælpe Wikipedia ved at udvide den. |